# 花鳥風月 (Metisの曲)
「花鳥風月」（かちょうふうげつ）は、Metisの3枚目のシングル。2007年7月4日発売。

## 収録曲
1. 花鳥風月 
  - 作詞・作曲：Metis
2. 皆SUMMER  
  - 作詞・作曲：Metis
  - TBS系「世界ふしぎ発見!」エンディング・テーマ
3. 花鳥風月(instrumental)
4. 皆SUMMER(instrumental)